# ISAE 3000
ISAE 3000 — стандарт предоставления гарантий, отличных от аудита или обзора исторической финансовой информации. Выдается Международным советом по стандартам аудита и подтверждения достоверности информации (IAASB). Стандарт состоит из руководящих принципов этического поведения, управления качеством и эффективности.
В целом ISAE 3000 применяется для аудита внутреннего контроля, устойчивого развития и соответствия законам и нормативным актам.  
ISAE 3000 содержит два типа отчетов: отчет типа 1 и отчет типа 2. Отчет типа 1 предоставляет гарантию пригодности средств контроля, а отчет типа 2 предоставляет гарантию пригодности и эксплуатационной эффективности.

## Аудит ISAE3000
ISAE 3000 не содержит подробных инструкций по применению. Это подразумевает, что аудитор использует профессиональное суждение относительно объема, количества протестированных средств контроля и методов тестирования.

## Отчет о содержании
Отчет ISAE 3000 обычно состоит из описания области действия, стандарты на соответствие которым проверяется отчет, описания структуры контроля и подробного описания системы управления рисками, а также матрицы контроля, состоящей из рисков, связанных с ними целей и средств контроля.